# Nogueruelas
Nogueruelas ist eine spanische Gemeinde (municipio) mit 193 Einwohnern (Stand: 2024) im Südosten der Provinz Teruel in der Autonomen Gemeinschaft Aragonien. 

## Lage
Nogueruelas liegt knapp 37 Kilometer (Fahrtstrecke) ostsüdöstlich der Provinzhauptstadt Teruel im Bergland der Sierra de Gúdar in einer Höhe von ca. 1145 m.

## Bevölkerungsentwicklung
| Jahr      | 1960 | 1970 | 1981 | 1991 | 2006 | 2011 | 2021 |
| Einwohner | 577  | 406  | 280  | 248  | 218  | 214  | 210  |

Die höchsten Einwohnerzahlen seiner Geschichte (gut 1250) verzeichnete Nogueruelas in der zweiten Hälfte des 19. Jahrhunderts.

## Wirtschaft
Landwirtschaft und Tourismus sind die Haupteinnahmequellen des Ortes. Für die umliegenden Einzelgehöfte und kleinen Dörfer ist er ein wichtiges Handwerks- und Handelszentrum.

## Sehenswürdigkeiten

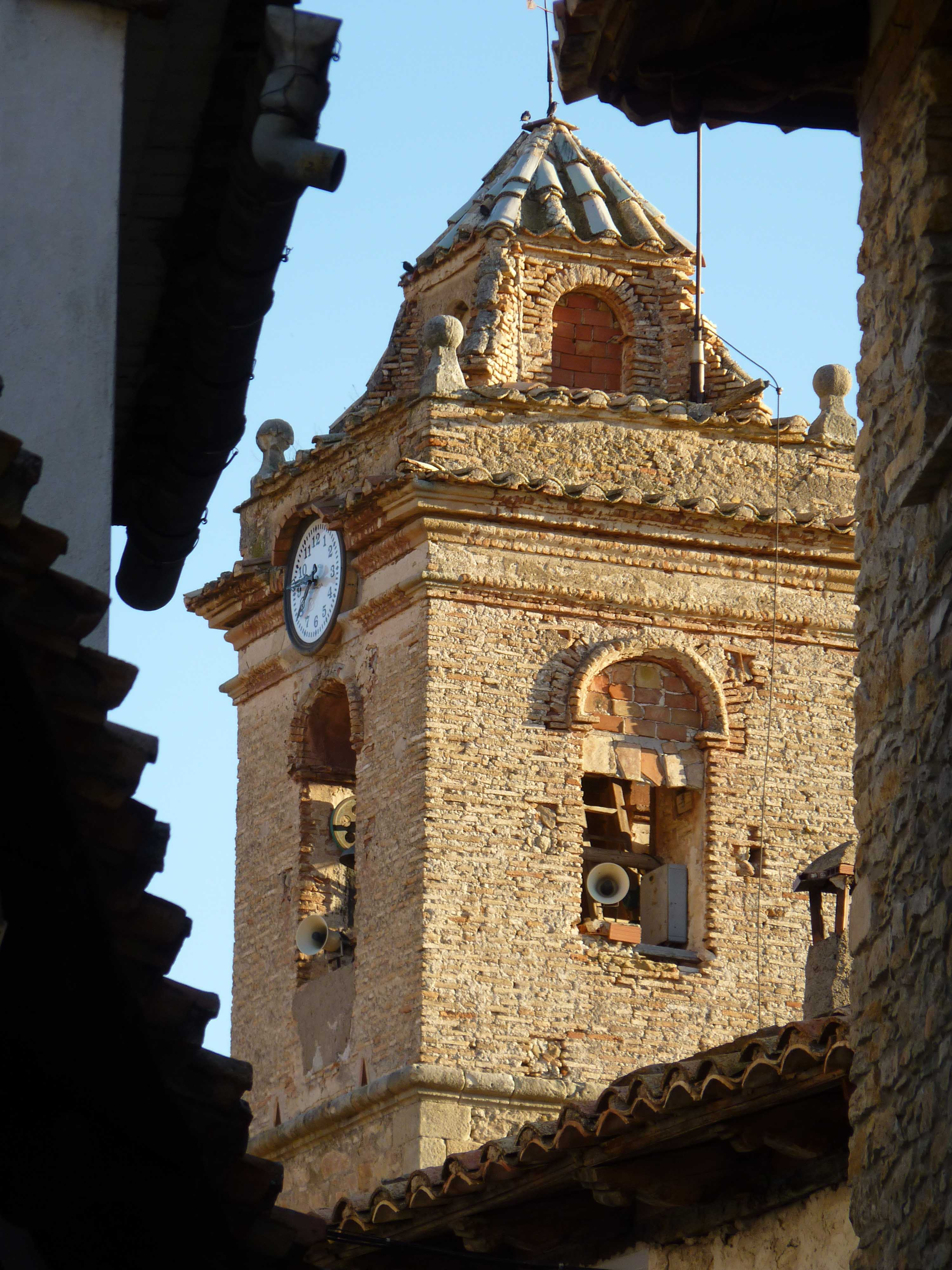
Kirche Mariä Himmelfahrt
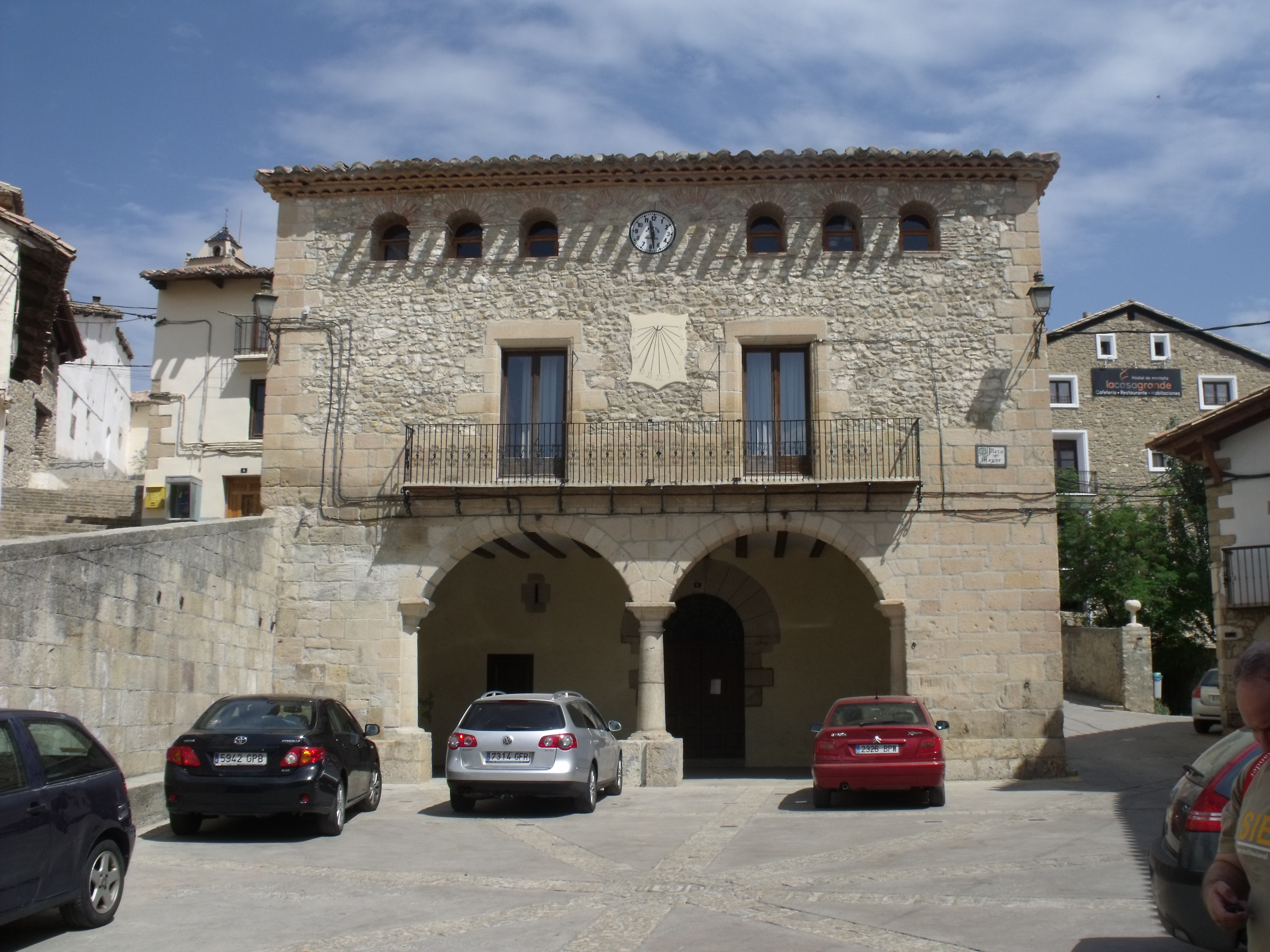
Marienkapelle

- Kirche Mariä Himmelfahrt
- Rathaus